# Eurytoma aphloiae
Eurytoma aphloiae är en stekelart som beskrevs av Jean Risbec 1952. Eurytoma aphloiae ingår i släktet Eurytoma och familjen kragglanssteklar.
Artens utbredningsområde är Madagaskar. Inga underarter finns listade i Catalogue of Life.